# Nick Tepesch
Nicholas James Tepesch (né le 12 octobre 1988 à Kansas City, Missouri, États-Unis) est un lanceur droitier des Ligues majeures de baseball.

## Carrière
Nick Tepesch est repêché au 28e tour de sélection par les Red Sox de Boston en 2007 mais il ne signe pas avec l'équipe et s'engage à l'université du Missouri-Columbia où il joue au baseball avec les Tigers. Il est repêché en 14e ronde en 2010 et mis sous contrat par les Rangers du Texas.
Le 19 mai 2012, Nick Tepesch lance sept manches et un tiers et est remplacé au monticule par Jimmy Reyes dans ce qui devient le premier match sans point ni coup sûr de l'histoire des Pelicans de Myrtle Beach, un club de ligue mineure de niveau A+ affilié aux Rangers du Texas.
Tepesch fait ses débuts dans le baseball majeur comme lanceur partant des Rangers le 9 avril 2013. Il brille à son premier match en n'accordant qu'un point et quatre coups sûrs aux Rays de Tampa Bay en sept manches et un tiers pour sa première victoire. Il effectue 17 départs et ajoute deux présences en relève pour les Rangers en 2013. Sa moyenne de points mérités s'élève à 4,84 en 93 manches lancées. Il remporte 4 victoires contre 6 défaites.
De retour dans la rotation de lanceurs partants des Rangers en 2014, il amorce 22 matchs de l'équipe en plus d'effectuer une apparition en relève. Il encaisse 11 défaites contre seulement 5 victoires pour un club qui finit en dernière place, mais sa moyenne de points mérités s'améliore pour se chiffrer cette fois à 4,36 en 126 manches de travail.

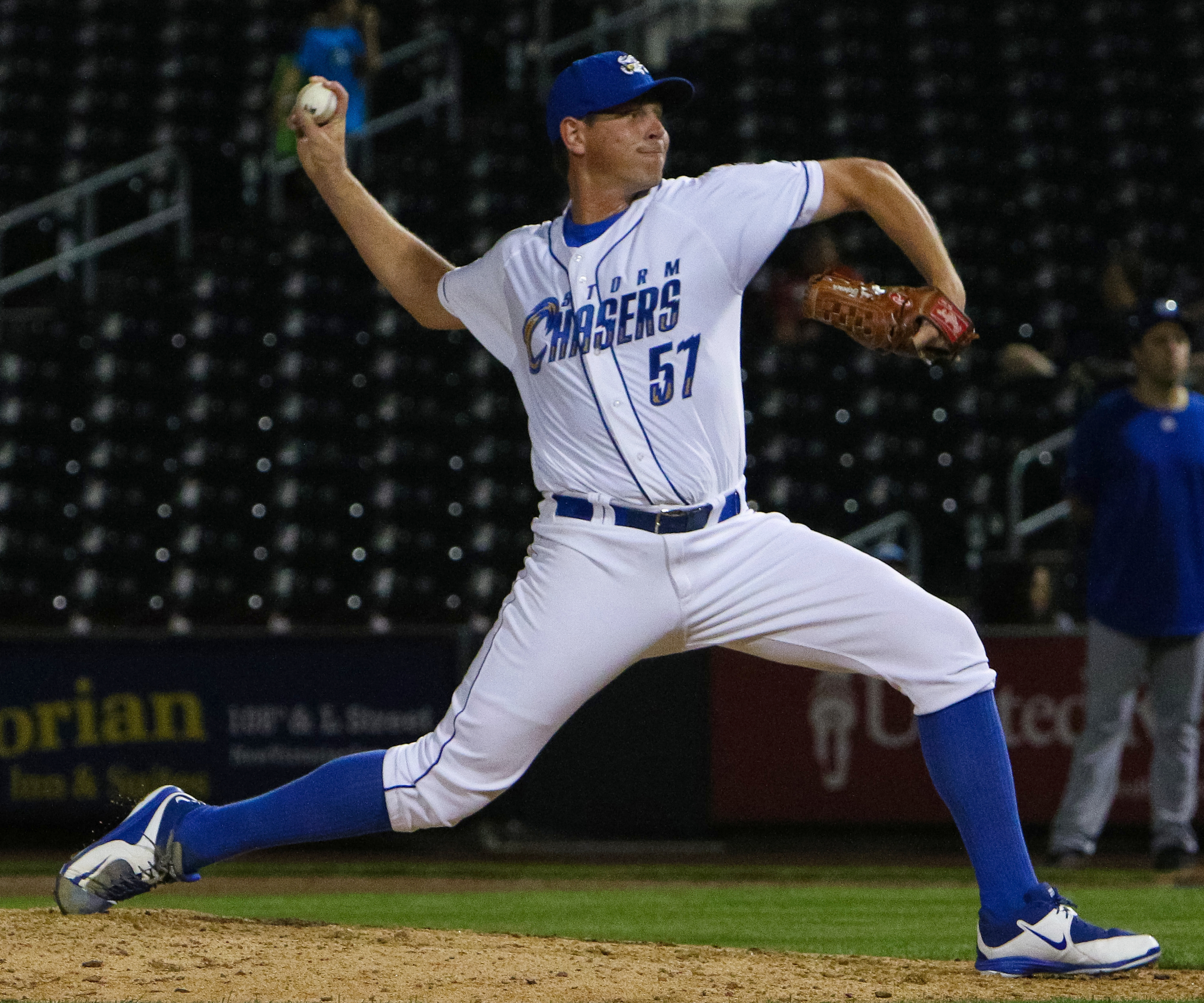
Nick Tepesch lançant le 30 août 2016 pour les Storm Chasers d'Omaha, un club de ligue mineure affilié aux Royals de Kansas City.

Souffrant du syndrome du défilé thoracobrachial, qui touche les nerfs allant de l'épaule à la nuque, Tepesch subit une intervention chirurgicale et rate toute la saison de baseball 2015. Les Rangers lui font signer en janvier 2016 un contrat des ligues mineures mais il ne retrouve pas les terrains avec Texas, étant confiné en ligues mineures à l'Express de Round Rock. 
Libéré par Texas en cours de saison, Tepesch est récupéré par les Dodgers de Los Angeles, avec qui il effectue un seul départ en 2016, accordant 5 points mérités en 4 manches lancées pour la défaite. 
Après cet unique match joué pour les Dodgers, il change deux fois de club via le ballottage, étant réclamé par les Athletics d'Oakland le 27 juillet puis les Royals de Kansas City le 18 août, mais ceci ne se solde par aucune nouvelle sortie en Ligue majeure et il est cantonné aux ligues mineures.
En 2017, Tepesch joue un match pour les Twins du Minnesota, où il accorde 7 points mais un seul mérité dans un bref départ d'une manche et deux tiers, qui se solde par une défaite.
Les Twins vendent le contrat de Tepesch aux Blue Jays de Toronto le 23 juillet 2017.